# داء المتورقات
داء المتورقات (بالإنجليزية: fasciolosis)‏ مرض معد، يصيب الإنسان والحيوانات بما فيهما الماشية والغنم.

## دورة حياة الطفيل

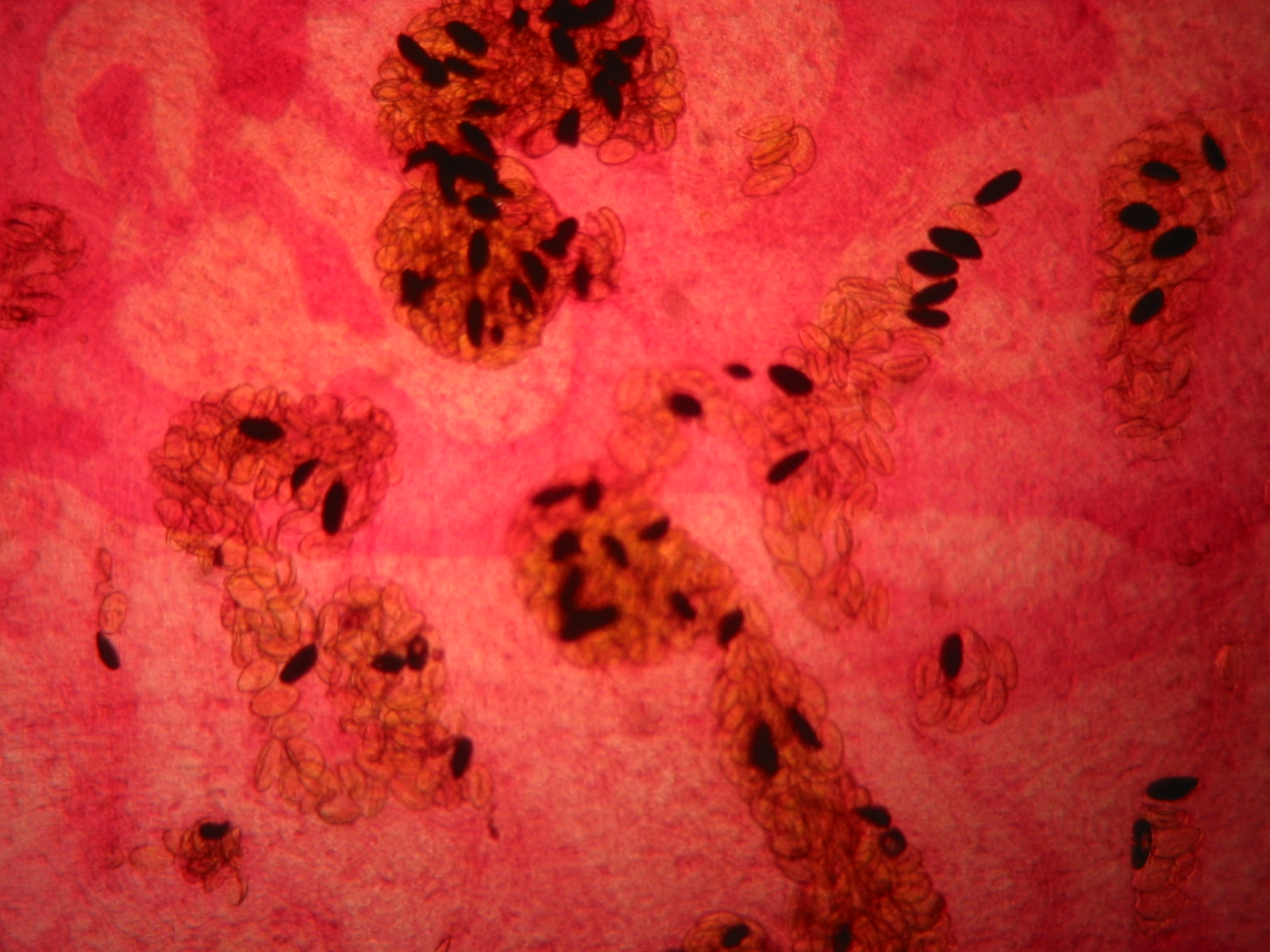
المتورقة الكبدية

يسببه أحد أنواع المتورقات كالمتورقة الكبدية، حيث يعيش في القناة المرارية ،أكثر من كبد العائل نفسه. ويضع الطفيلي بيضه ليخرج مع البراز. ينتقل الطفيلي إلى الإنسان عن طريق المياه الملوثة من براز الثدييات المحتوي على البيض، حيث تفقس البيوض في الماء لتخرج الذوانب في المياه العذبة فتهاجم القواقع وتتكاثر بها وتخرج السركاريا لتلتصق بالنباتات البحرية أو تتحوصل لتكون حرة في المياه.
فيتناولها الحيوان فيصبح مصابا بالفلاريا.حيث تخرج السركاريا من حويصلتها في الأمعاء الصغري وتتجه من تجويف البطن بعدما تخترقه إلي كبد العائل.

## التوزع الجغرافي
وتنتشر المتورقة الكبدية في الولايات المتحدة الأمريكية وبريطانيا وأوروبا والشرق الأوسط وأفريقيا وأستراليا.
وتعتبر الفاشيولا مرضا نادرا في الولايات المتحدة الأمريكية، رغم وجود مليوني مصاب به في العالم منذ عام 1980ولا سيما في المناطق المعتدلة والمناطق الاستوائية في جنوب وجنوب شرقي آسيا وأفريقيا. والمرض ينتشر بهذه المناطق التي يكثر فيها تربية الغنم والمواشي من بينها بوليفيا(65-92%.) وإكوادور (من 23- 53%) وبيرو (10%) وإثيوبيا (11%) وفي مصر 3% من الأطفال أصيبوا بالعدوي حتي أصبح مرضا وبائبا بوادي النيل.وقد ظهرت حالات فاشيولا في لبنان يطلق عليها الهالوزون halzoun وفي السودان يطلق عليها الماريرا نتيجة تناول كبدة الأغنام والماعز والبفر النيئة والمصابة بالمرض وتسبب تورم والتهاب الحلق. والأطفال يصابون بالأنيميا مما قد يؤدي للموت. و 60% من المصابين من الذكور.

## أعراض المرض
والماشية والأغنام المصابة بالمرض يقل وزنها وتعطي كميات قليلة من اللبن.
اليرقان وهو الون الاصفر الذي يظهر في الاغشية المخاطية
تورم اسفل الفكين مايسمي بالفك القنيني
تساقط الصوف بسهولة

## التشخيص
ويمكن تشخيص المرض عن طريق تحليل براز المصابين به.وتسبب الفلاريا الحمي الراجعة وآلام في الصدر والبطن وتورم الكبد والتهاب الحلق وتورمه والأنيمياوقلة الوزن . وضيق التنفس والتغير في عادات التبرز والإسهال والغثيان والقيء وأحيانا الصفراء. وأحيانا يصاب البعض يالأرتيكاريا والعطس وظهور عقد تحت الجلد متورمة قد يصل قطرها 6 سنتيميتر نتيجة وصول اليرقات له. وقد تضل للرئة أو القلب أو المخ أو العين أو الأمعاء أو قناة المجاري البولية والجهاز التناسلي. وسبب العدوي شرب مياه أو تناول نباتات مائية ملوثة. أو تناول كبدة مصابة.

## الوقاية
وفي معظم الدول كبد المواشي المصاب بالطفيل يعدم لأنه غير صالح للاستهلاك الآدمي.